# Cuissai
Cuissai är en kommun i departementet Orne i regionen Normandie i nordvästra Frankrike. Kommunen ligger i kantonen Alençon 1er Canton som tillhör arrondissementet Alençon. År 2022 hade Cuissai 436 invånare.

## Befolkningsutveckling
Antalet invånare i kommunen Cuissai
| Referens: INSEE |